# Поляков, Матвей Романович
Матвей Романович Поляков (род. 10 июля 2004, Саратов) — российский хоккеист, нападающий.

## Биография
Начинал заниматься хоккеем в саратовском «Кристалле», в 2013 году перешёл в «Нефтяник» Альметьевск. С 2020 года — в системе СКА. В сезонах 2021/22 — 2022/23 играл за команду МХЛ «СКА-Варяги» в МХЛ, с сезона 2022/23 — в команде «СКА-1946». В сезоне-2024/25 также провёл 8 матчей в составе «СКА-Невы» в ВХЛ, 1 февраля 2025 года в гостевом матче против «Динамо» Москва (4:3 ОТ) дебютировал в КХЛ.